# Hind (Mondkrater)
Hind ist ein Einschlagkrater südöstlich des Riesenkraters Krater Hipparchus und östlich des Kraters Halley.
Der Kraterrand von Hind weist kaum Anzeichen von Abnutzung oder Verzerrung auf, mit Ausnahme einer Unterbrechung im Nordrand. Verglichen mit Halley ist der Kraterboden uneben und zerfurcht. Hind und die angrenzenden Krater 'Hind C' und 'Hind L' bilden eine Kraterlinie, die mit abnehmenden Durchmessern nach Nordosten verläuft.
| Buchstabe | Position        | Durchmesser | Link |
| --------- | --------------- | ----------- | ---- |
| C         | 8,71° S, 7,4° O | 7 km        |      |